# Junjung
Junjung is een bestuurslaag in het regentschap Tulungagung van de provincie Oost-Java, Indonesië. Junjung telt 5372 inwoners (volkstelling 2010).